# Žížalice pestrá
Žížalice pestrá (Lumbriculus variegatus) je druh sladkovodního kroužkovce z čeledi žížalicovití (Lumbriculidae) z podkmene opaskovců (Clitellata). Pochází ze severní polokoule, ale člověkem byl rozšířen po celém světě.

## Popis
Největší exempláře žížalice pestré, s nimiž se lze setkat ve volné přírodě, dorůstají délky asi 10 cm a šířky asi 1,5 mm a mají asi 200 až 250 článků. V laboratoři tak dlouho nerostou, protože se předtím dělí. Přední část žížalice má často nazelenalý odstín, ale zbytek těla je vždy červený. Převážně válcovitý červ má téměř po celém těle stejnou tloušťku a zužuje se pouze na předním nebo zadním konci.
Každý segment žížalice má 4 svazky štětin (chaetae) po 2 štětinách, celkem tedy 8 štětin. Všechny štětiny červa jsou vidlicovité s velkým spodním a menším horním koncem. Štětiny, které jsou dlouhé asi 200 µm, slouží jako kotvy při lokomoci pomocí podélných a prstencových svalů kožně svalového vaku.
Nápadným znakem Lumbriculus variegatus jsou silně větvené červené cévy v každém segmentu. Pulzující postranní cévy odbočující z hřbetní cévy ve většině segmentů jsou charakteristické pro červy rodu Lumbriculus. Pulzní rytmy hřbetní a postranní cévy jsou vzájemně koordinovány, zatímco břišní céva nepulzuje. Krev proudí hřbetní cévou dopředu a břišní cévou dozadu. Rytmus cév lze snadno pozorovat, protože stěna těla je průhledná. Červené zbarvení krve je způsobeno krevním barvivem erytrokruorinem rozpuštěným v plazmě, které má velmi silnou afinitu ke kyslíku a umožňuje žížalici přežít v podmínkách s nedostatkem kyslíku.
Stejně jako ostatní žížalice jsou pohlavně dospělí hermafroditní jedinci, s nimiž se lze setkat jen zřídka, na rozdíl od nedospělých jedinců, kteří se dělí nepohlavně, poměrně variabilní, pokud jde o polohu a počet gonád. Obvykle se jedná o 1 pár varlat (testes) s přidruženými spermatickými kanálky a samčími pohlavními otvory umístěnými někde v 7. až 10., obvykle však v 8. segmentu. Samčí pohlavní otvor však může být i jen na jedné straně. Žížalice mají 1 nebo 2 páry vaječníků, které jsou umístěny v segmentu nebo segmentech za varlaty. Žížalice mají obvykle 4 páry zásobních váčků (receptaculi semines), které začínají jeden nebo dva segmenty za segmentem s předsíněmi – svalnatými koncovými úseky spermatických kanálků, které se nacházejí jednou v páru nebo jen na jedné straně v 7. až 11. segmentu, obvykle v páru v 8. segmentu.

## Výskyt a rozšíření
Lumbriculus variegatus se vyskytuje ve sladkých vodách v zalistěných tůních, na okrajích jezer a v mělkých vnitrozemských vodách, často pod listím, dřevem, rostlinami a kameny.
Lumbriculus variegatus je rozšířen na celé severní polokouli – v Eurasii a Severní Americe. Žížalice pestrá byla mezitím lidmi zavlečena i na jiné kontinenty. V současnosti je běžná v Austrálii a na Novém Zélandu, kde se vyskytuje v tůních v okolí měst. Do Severní Ameriky, kde je velmi rozšířená, ji pravděpodobně také zavlekli lidé.

## Pohlavní vývojový cyklus
Pohlavně dospělé žížalice se vyskytují velmi zřídka a jejich kopulace nebyla dosud pozorována. Předpokládá se, že pohlavní dospělosti dosáhne až po dosažení plné délky těla 10 cm s nejméně 200 články, přičemž červi této délky byli pozorováni pouze v přírodě, nikoli v laboratoři. Předpokládá se, že stejně jako u jiných kroužkovců je sperma příslušného sexuálního partnera během páření absorbováno do jejich vlastních zásobních váčků (receptaculi semines). Kokony jsou průhledné a obsahují 4 až 11 vajíček bohatých na žloutek. Z oplozených vajíček se vyvíjejí malé žížalice, které opouštějí kokon asi po dvou týdnech v délce asi 1 cm.

## Nepohlavní rozmnožování a regenerace
Lumbriculus variegatus se dělí na malé úseky architomicky a rozmnožuje se nepohlavně. K tomu dochází ještě před dosažením pohlavní dospělosti. V laboratoři se jedná o jediný dosud pozorovaný způsob rozmnožování žížalice. Jediný segment žížalice je schopen regenerovat v kompletního živočicha. V případě jednostranného poranění může dojít k tomu, že segment, který je stále v těle, vytvoří nový konec těla směrem do strany, a tím dojde k jejímu větvení.
V případě nebezpečí se žížalice autotomicky rozdělí, zejména pokud jeden konec těla uchopí predátor. Během jedné pětiny sekundy se živočich dokáže čistě rozdělit. Přeživší část těla má navíc mimořádně vysokou schopnost regenerace, takže z ní opět vyroste kompletní červ.

## Potrava
Žížalice se živí organickým detritem, bakteriemi a dalšími mikroorganismy, které tráví spolu se substrátem spolykaným na dně vody. Minerální části se vylučují nestrávené.

## Únikové reakce
Pokud dojde k dotyku na zadní části těla, odplave šroubovitým (vývrtkovitým) pohybem. Pokud dojde k dotyku na přední straně, otočí se. Žížalice má v kůži buňky vnímající světlo (faosomy), kterými vnímá pohyby stínů, na které je schopna rychle reagovat. To hraje obzvlášť důležitou roli, když vystrčí zadní konec z vody do vzduchu, aby do pulzující hřbetní cévy těsně pod hřbetní kůží načerpala kyslík a uvolnila z ní oxid uhličitý, ale v případě nebezpečí se zase zcela stáhne zpět do vody.

## Význam pro člověka
Žížalice pestrá je používána jako krmivo pro ryby, a proto se chová mimo jiné pro pstruhové farmy a akvaristiku. To je jeden z důvodů jejího celosvětového rozšíření.